# Centro Cívico de La Pintana
El Centro Cívico de La Pintana es el barrio cívico que configura el sector Centro de la comuna de La Pintana. Está compuesto por la Plaza de Armas de La Pintana, La Municipalidad, el Estadio Municipal de La Pintana y una serie de equipamientos urbanos comunales ubicados en las manzanas adyacentes.

## Historia
La historia de este barrio se remonta al origen de la antigua Casona patronal donde actualmente funciona la Municipalidad de La Pintana. Esta fue construida a fines del siglo XIX en lo que por ese entonces era un sector rural del llano al norte del Río Maipo. El inmueble fue la residencia de veraneo de la familia Costabal Zegers hasta la década de 1950. El escultor chileno Francisco Gazitúa pasó varios de sus veranos familiares en este lugar.
Posteriormente entre las décadas de 1960 y 1970 surgieron nuevas poblaciones obreras en las inmediaciones de esta otrora zona campestre, tales como las Poblaciones Pablo de Rokha y San Rafael. La antigua casona de veraneo quedó sin uso.
Finalmente en la década de 1980, con la subdivisión de la comuna de La Granja y la creación de las comunas de San Ramón y La Pintana, el inmueble y sus terrenos aledaños fueron adquiridos por el estado para ser la sede de la nueva municipalidad pintanina. Las autoridades del nuevo municipio crearon todos los equipamientos comunales entre las décadas de 1980 y los 2000.
Actualmente este sector de la comuna de La Pintana posee varios solares vacíos, los cuales se pretenden poblar con edificios de media altura para configurar así un barrio densamente poblado, ya que por el momento no tiene residentes permanentes.

## Localización
El Centro Cívico de La Pintana se localiza en el corazón de la comuna homónima, en torno a la Avenida Santa Rosa entre los paraderos 36 y 38, además de las avenidas Gabriela, Lo Blanco y la calle Baldomero Lillo.

## Equipamiento comunal
El barrio agrupa la mayor parte del equipamiento urbano de la comuna de La Pintana. Destacan la Plaza de Armas de La Pintana, la Municipalidad, la Plaza Cívica, el Estadio Municipal, el gimnasio municipal antiguo, el nuevo gimnasio municipal, la Casa de la Cultura, el Teatro Municipal, oficinas comerciales de CGE, la sucursal de Banco Estado, el cuartel de la Tercera Compañía del Cuerpo de Bomberos de La Granja, San Ramón y La Pintana, la 41a Comisaría de Carabineros, un cuartel de la PDI, el Centro de Salud Familiar Flor Fernández, el registro civil, el juzgado de policía local, diversos locales comerciales, el Centro Comercial Las Catalpas, los supermercados Alvi, Santa Isabel y Líder y el Parque Mapuhue.

## Galería

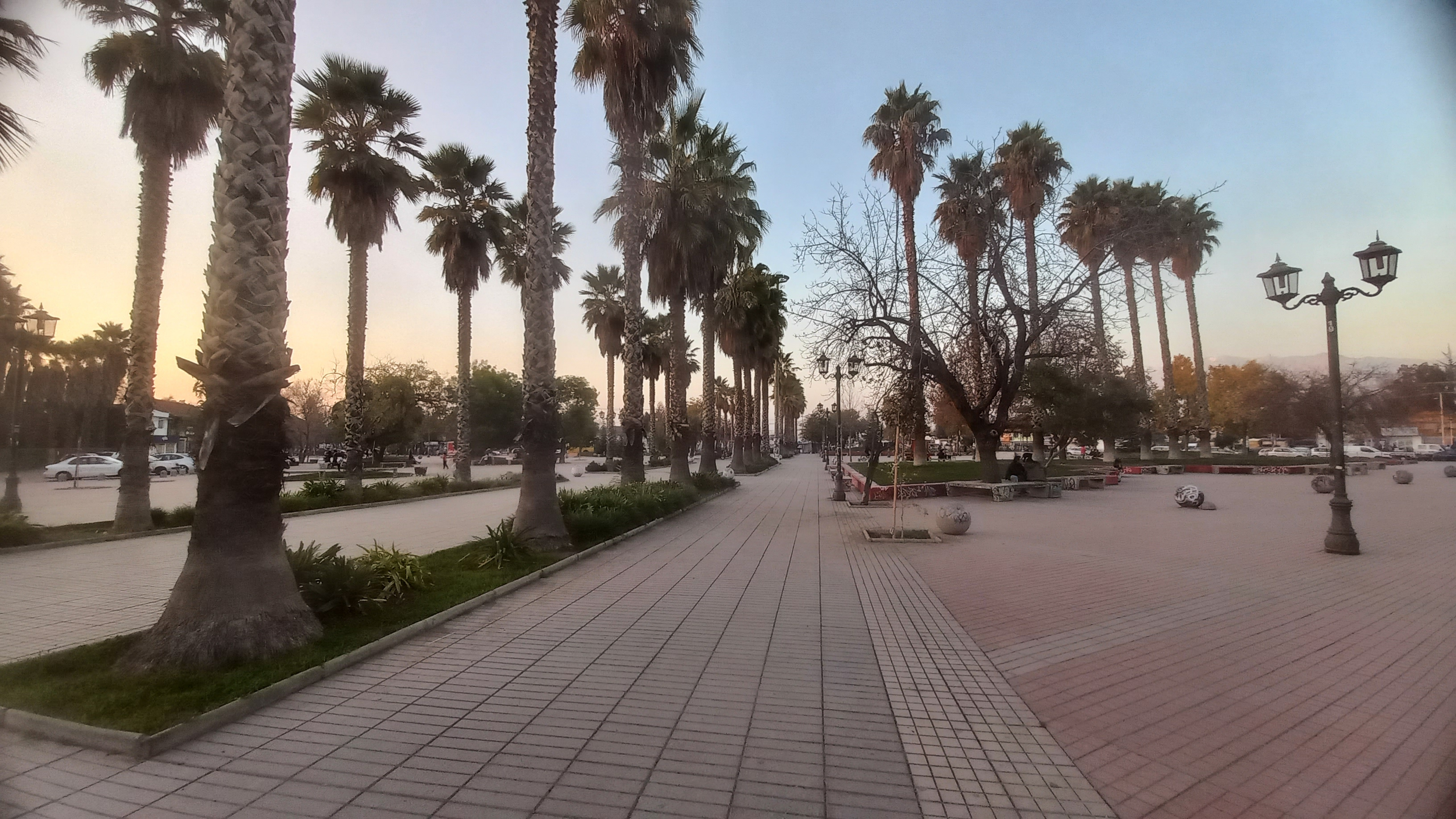
Plaza de Armas de La Pintana.
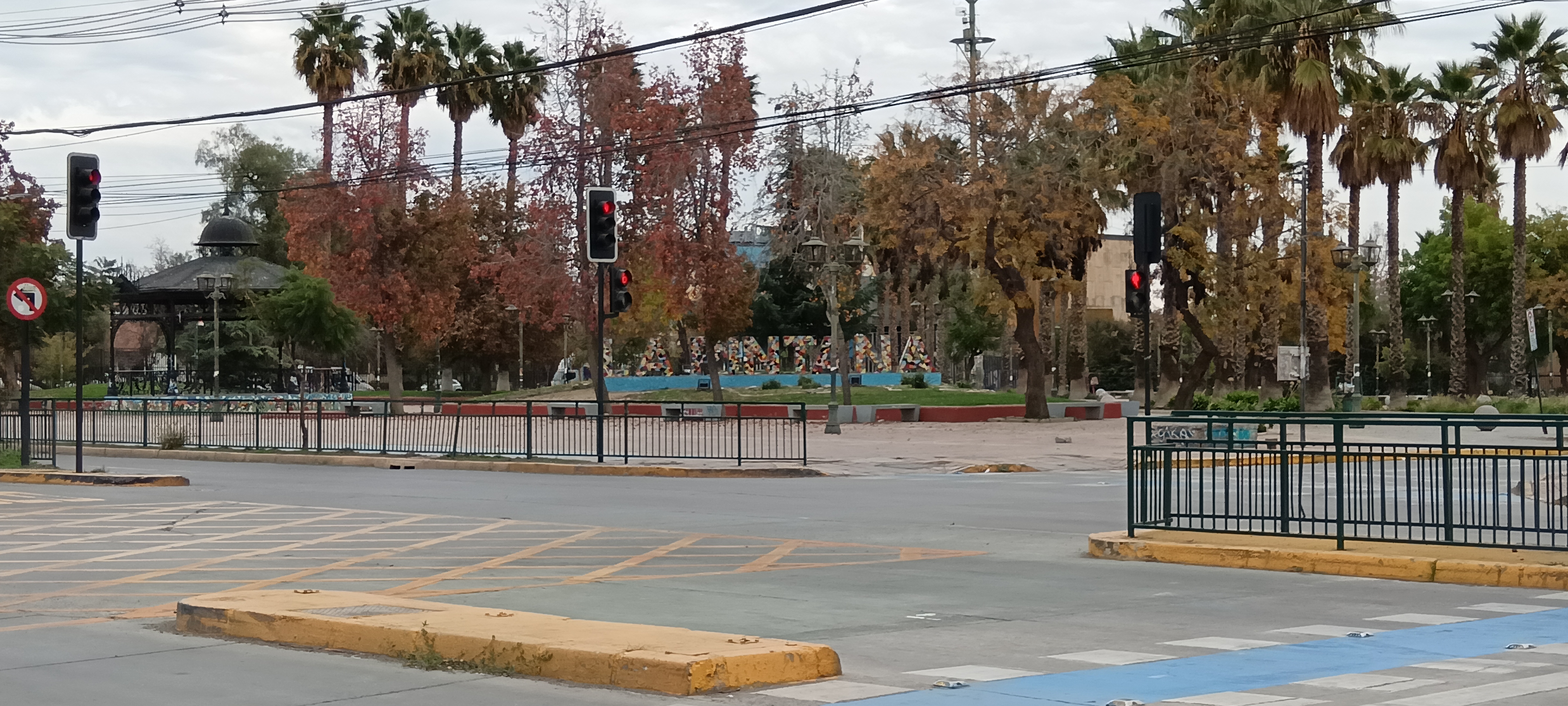
Plaza de Armas de La Pintana.
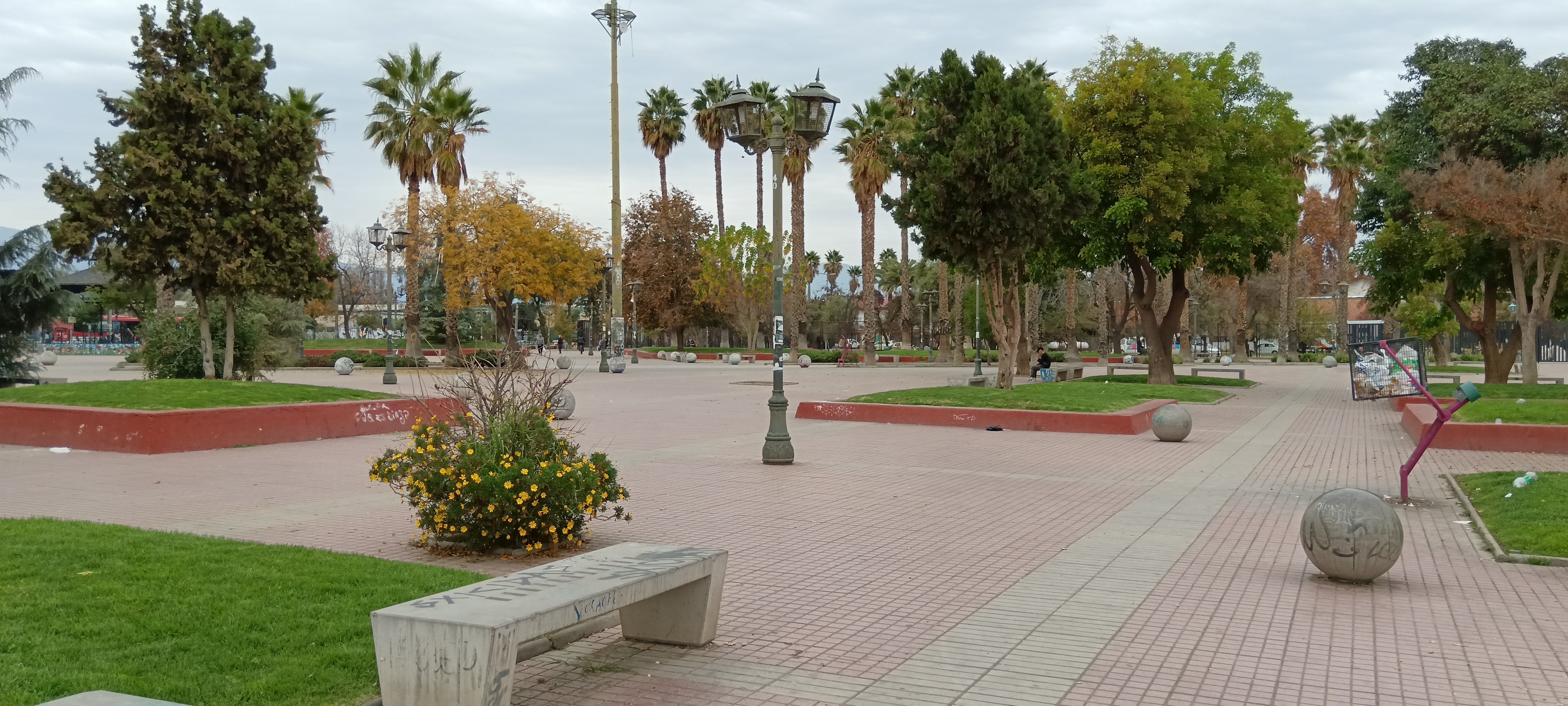
Plaza de Armas de La Pintana.
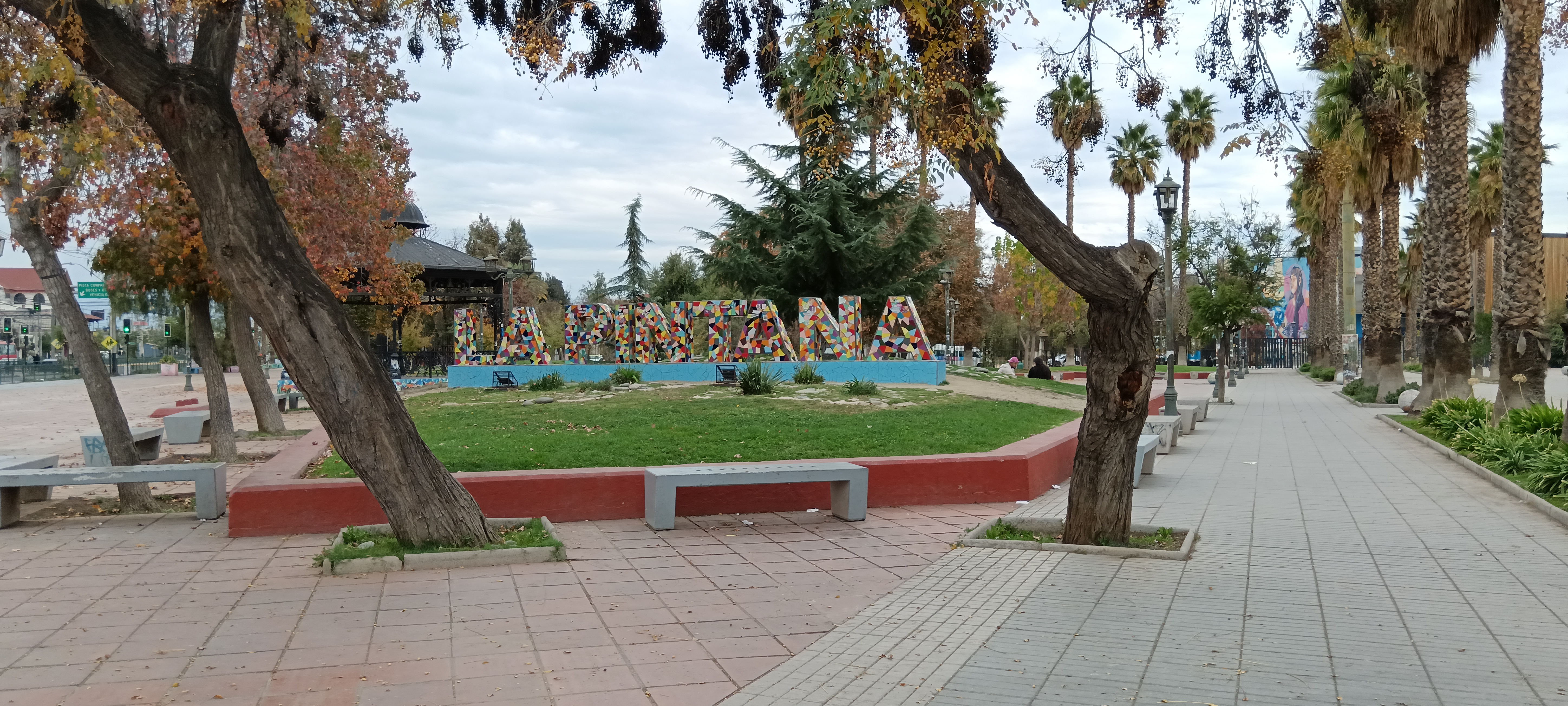
Plaza de Armas de La Pintana.
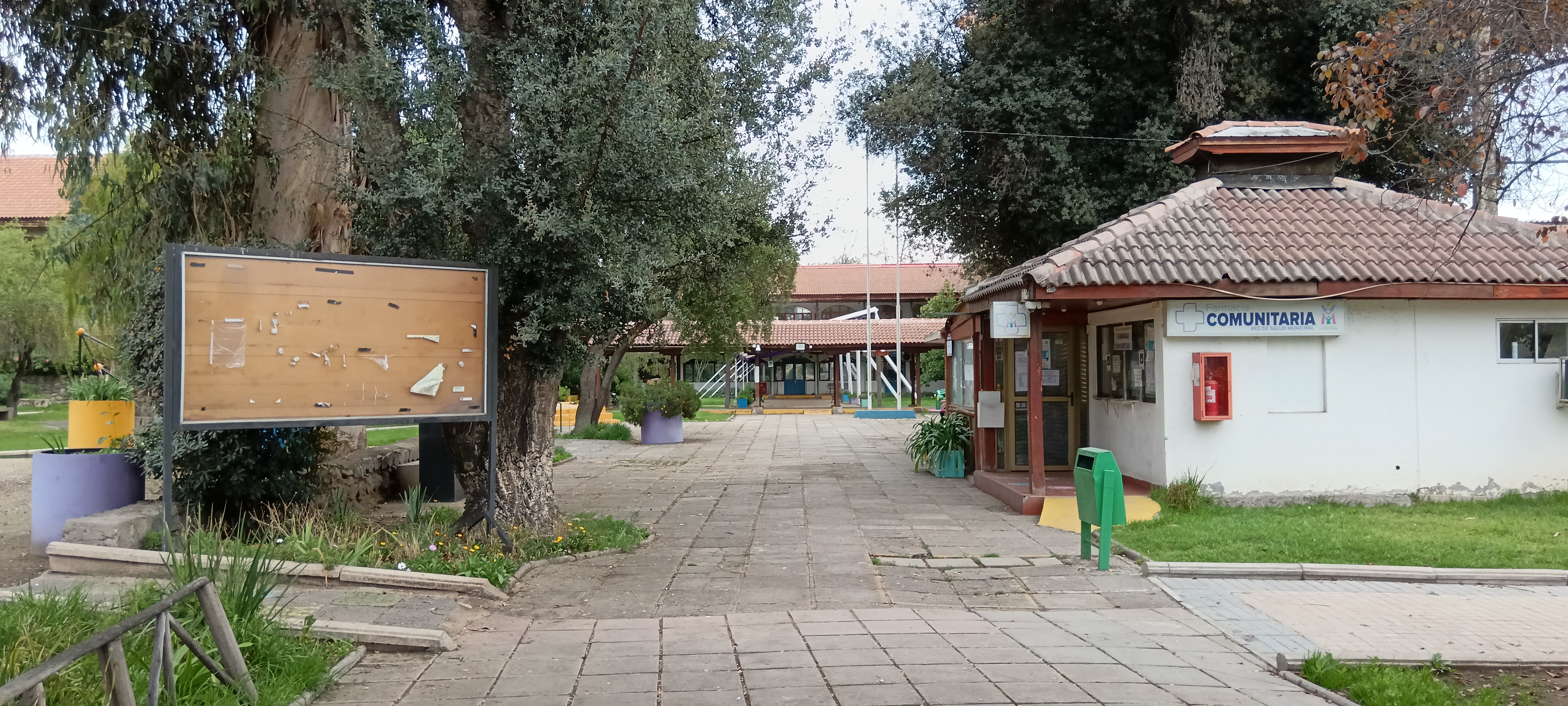
Municipalidad de La Pintana
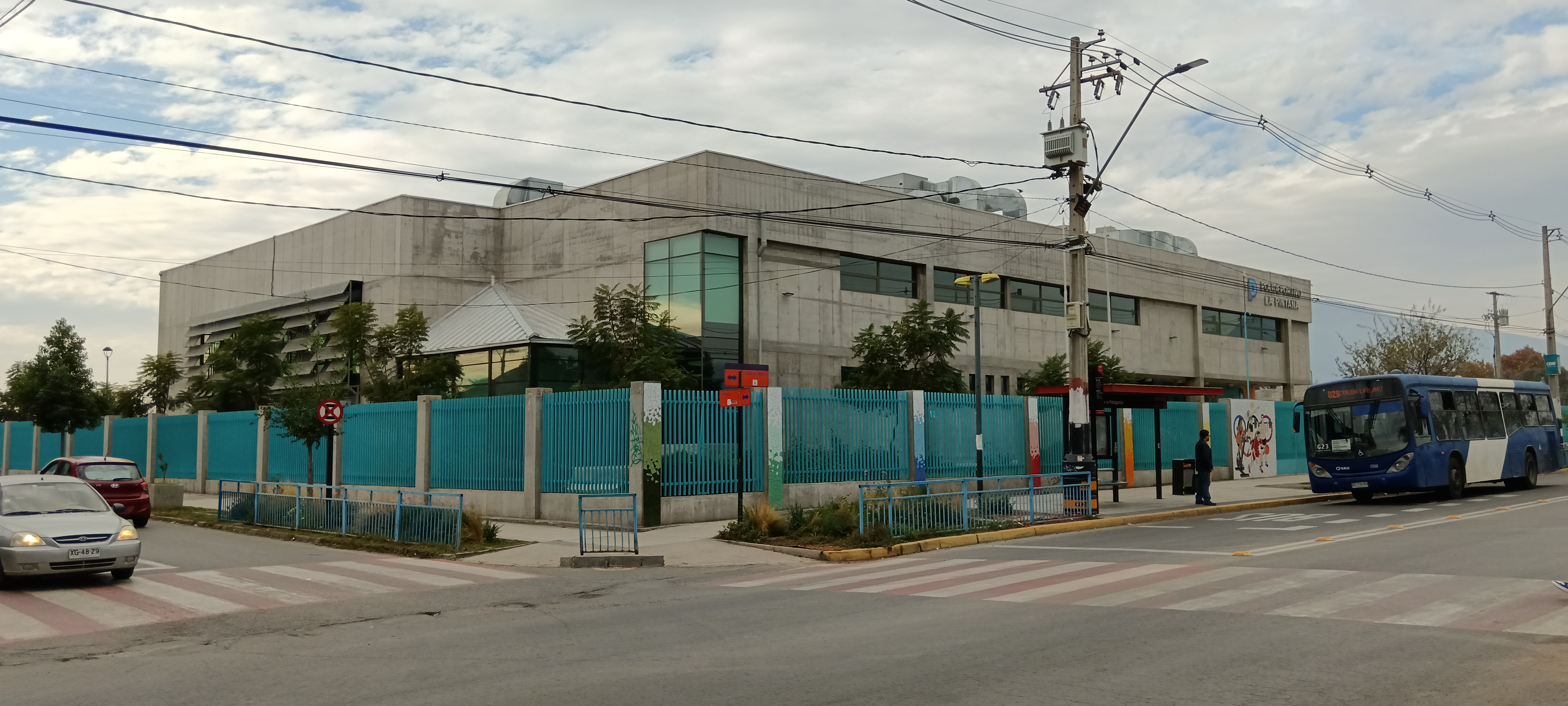
Polideportivo Municipal de La Pintana.
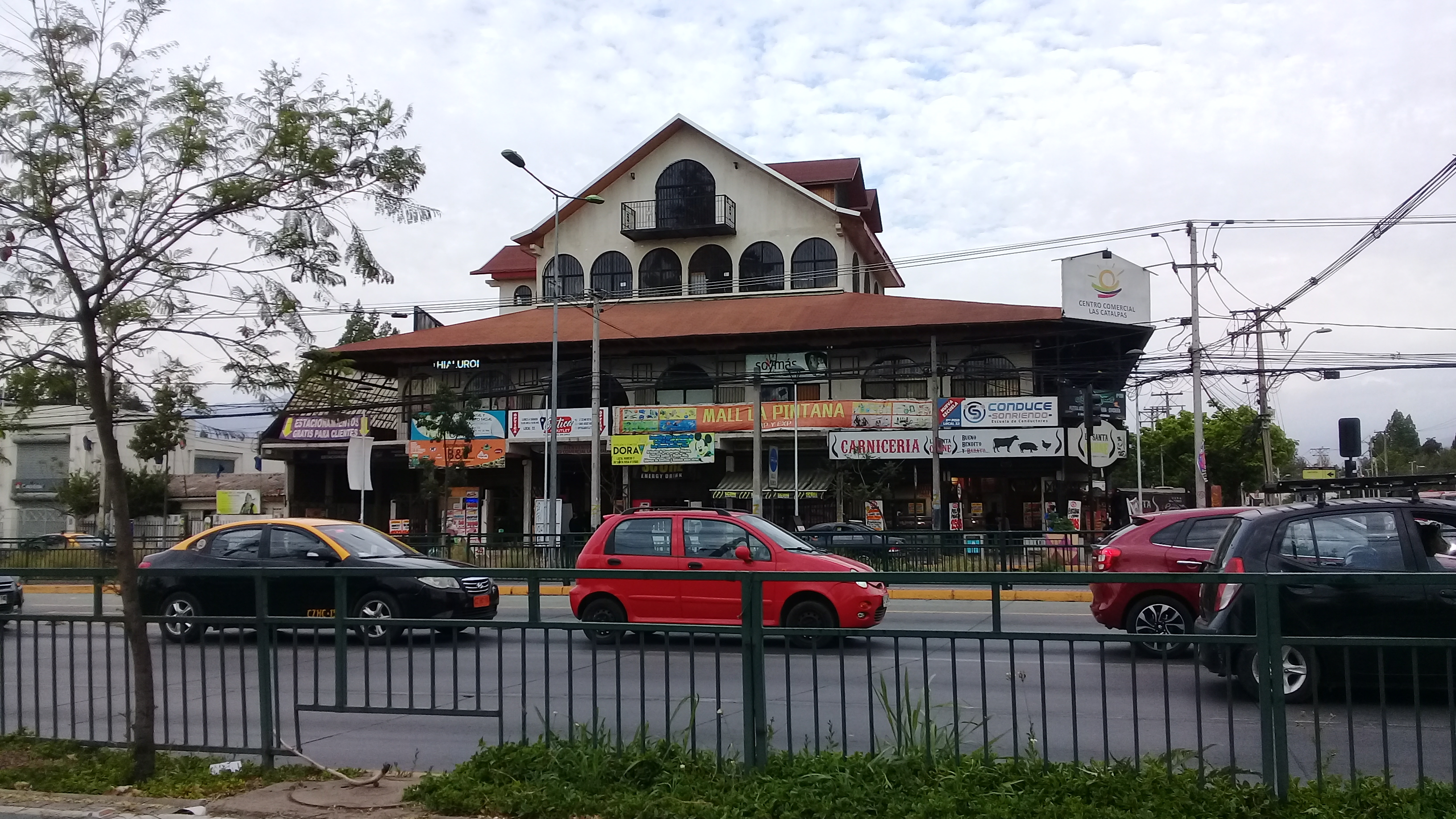
Centro Comercial Las Catalpas, conocido como El Mall de La Pintana.
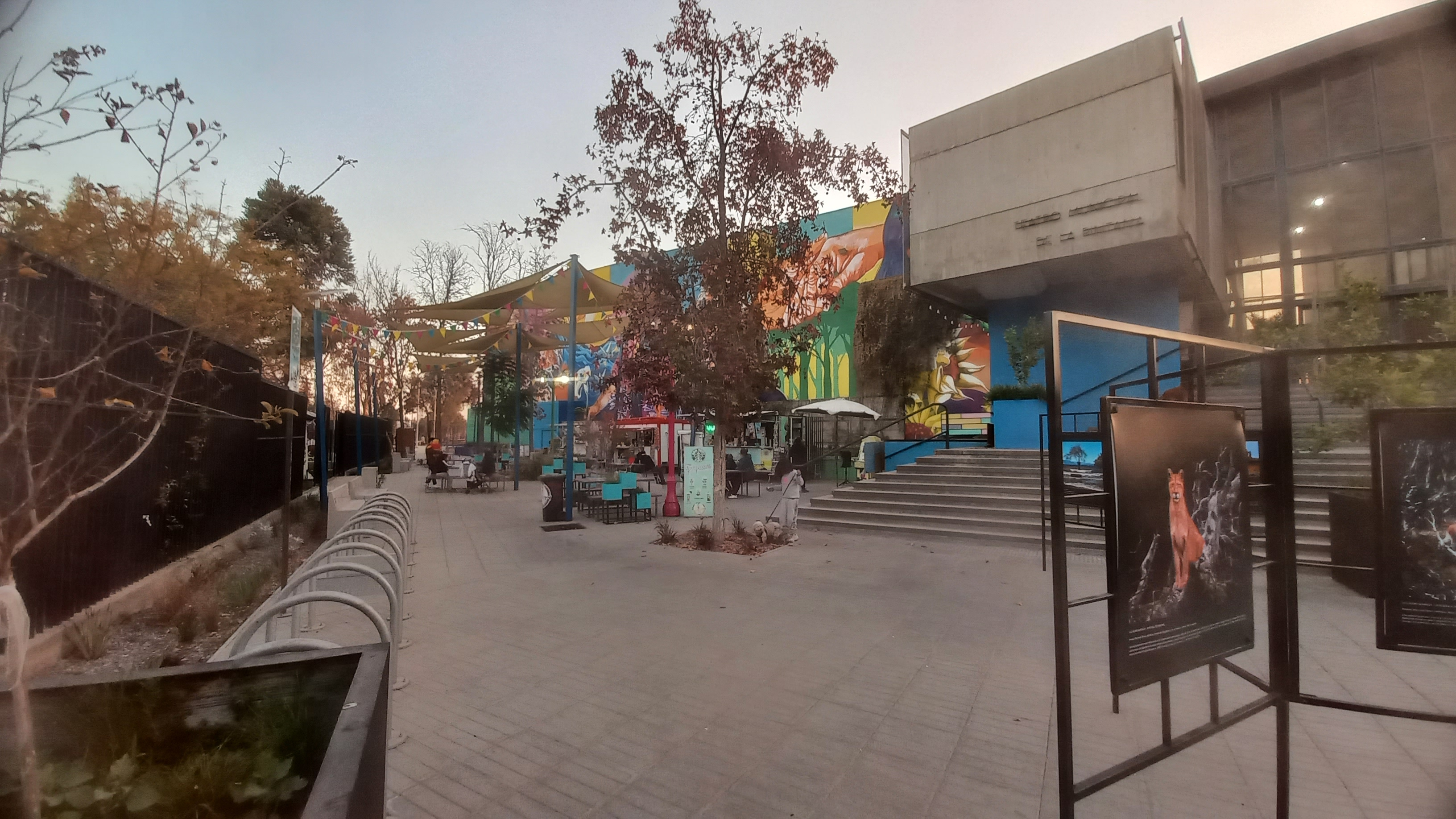
Exterior del Teatro Municipal de La Pintana y plaza de bolsillo.
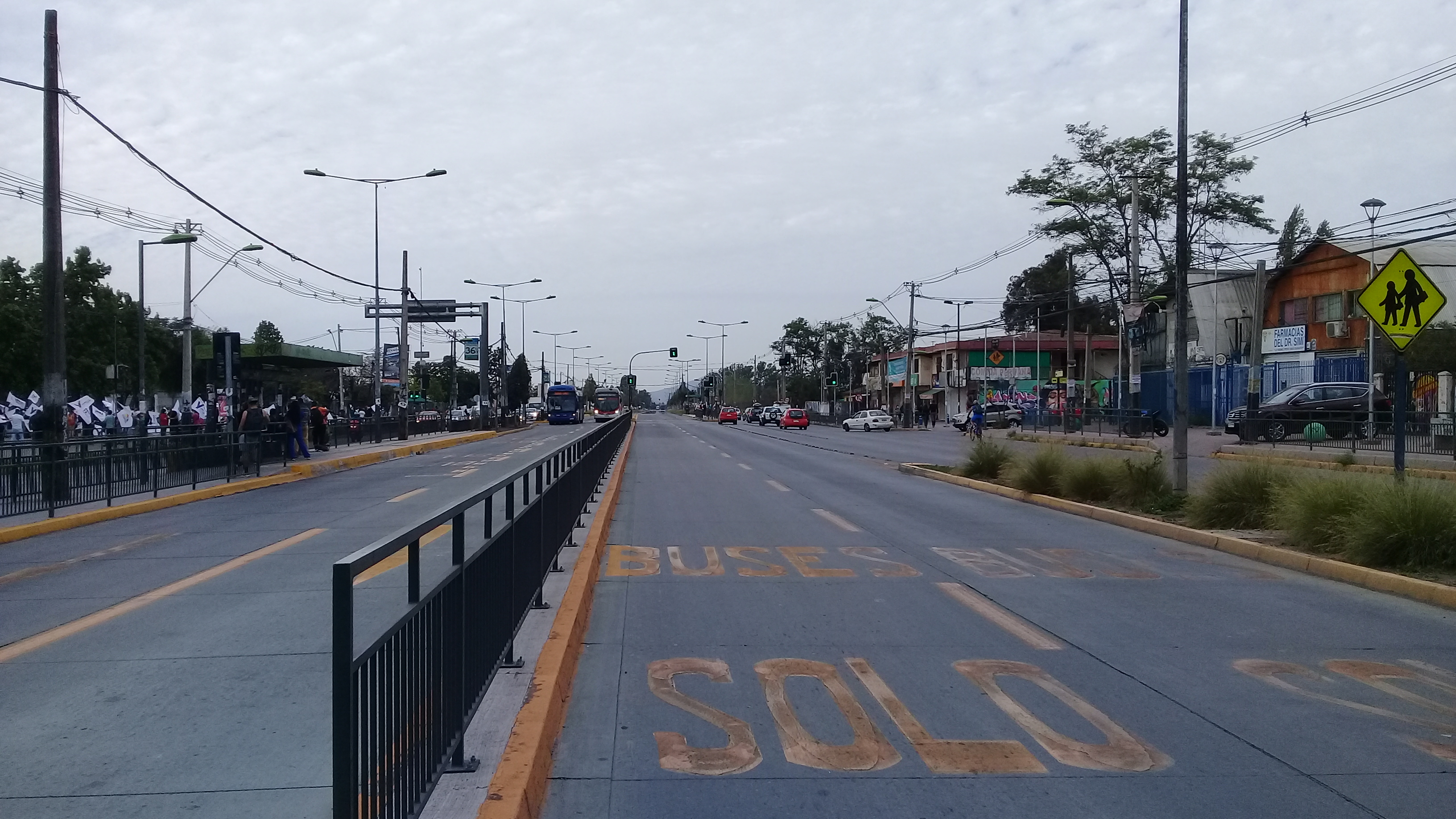
Avenida Santa Rosa frente a la Plaza de La Pintana.
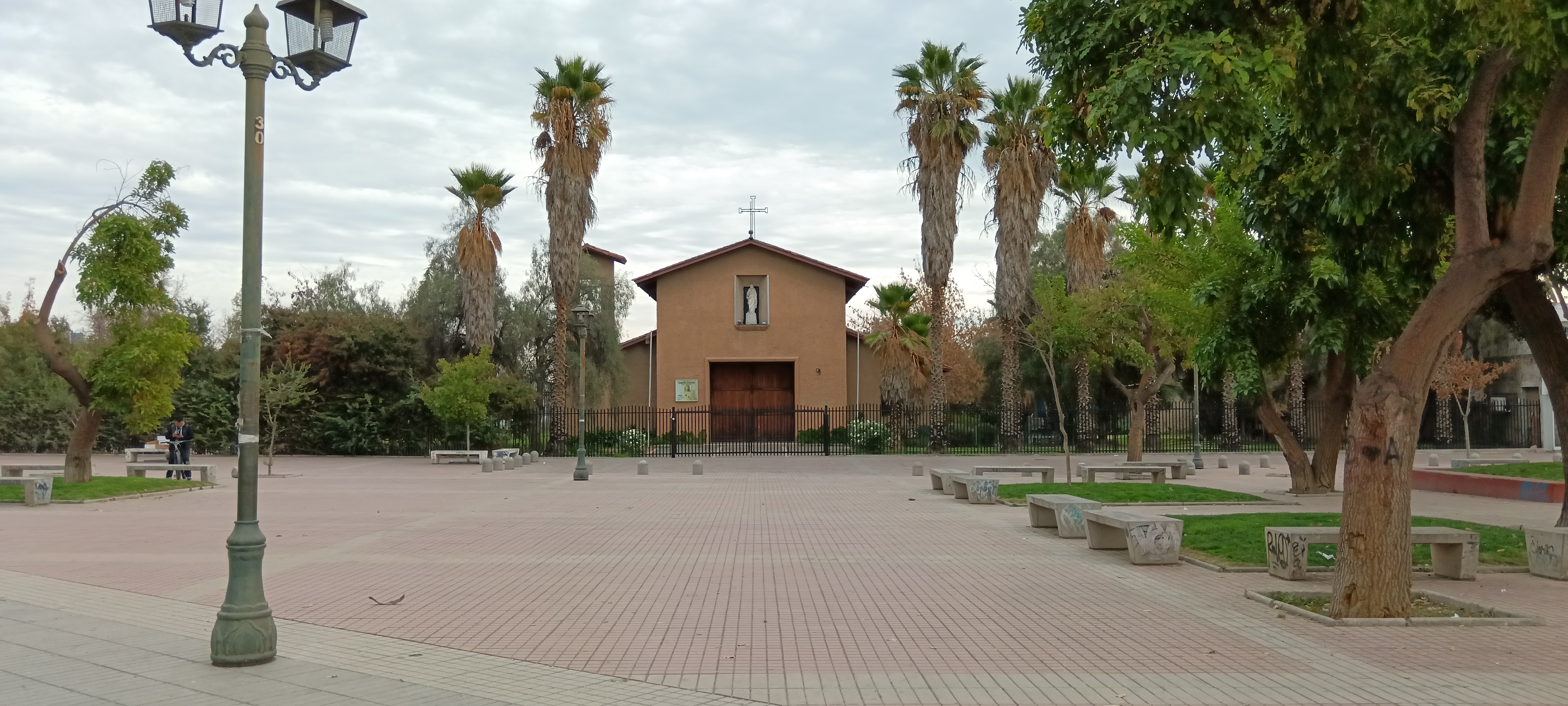
Santuario Sagrado Corazón de Jesús, iglesia católica ubicada junto a la plaza comunal.
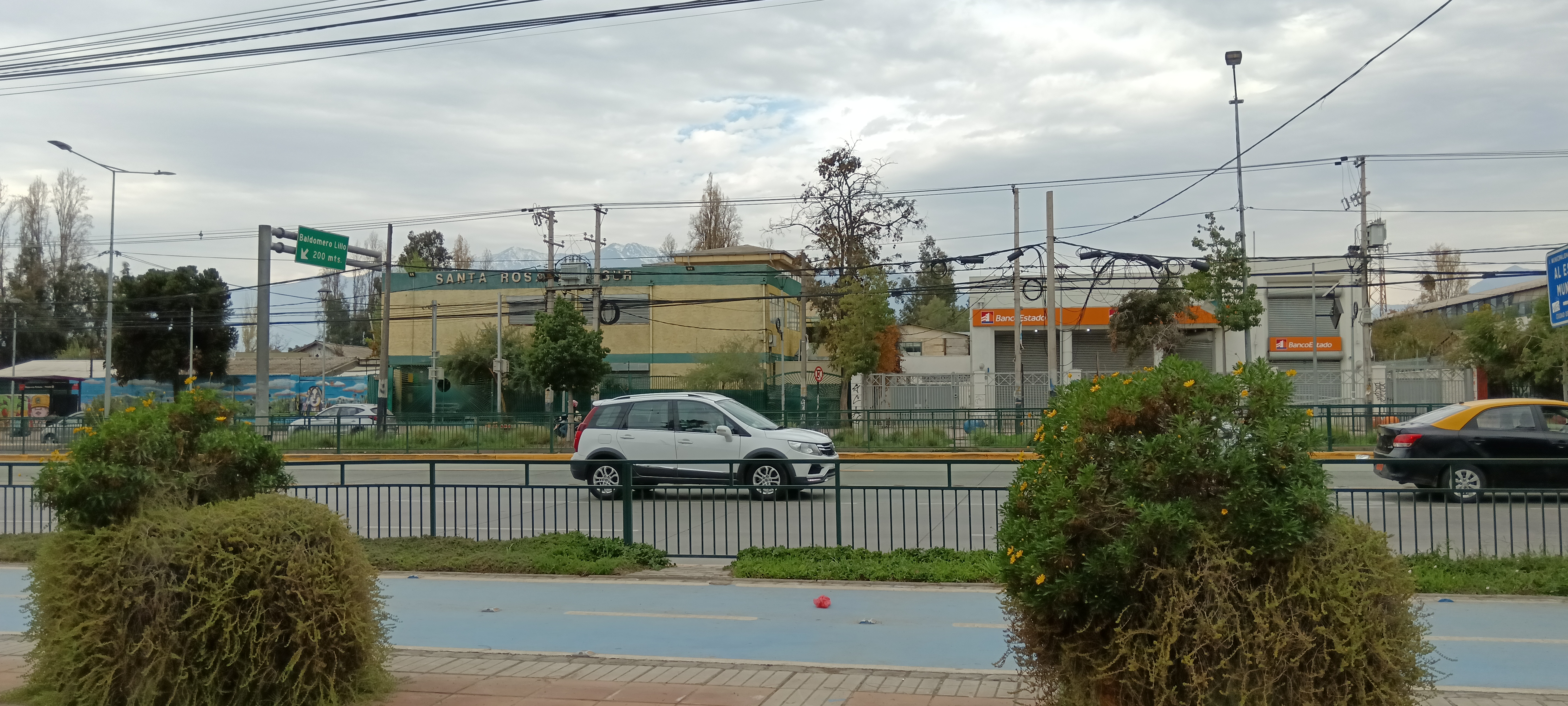
Colegio Santa Rosa del Sur y sucursal de Banco Estado.
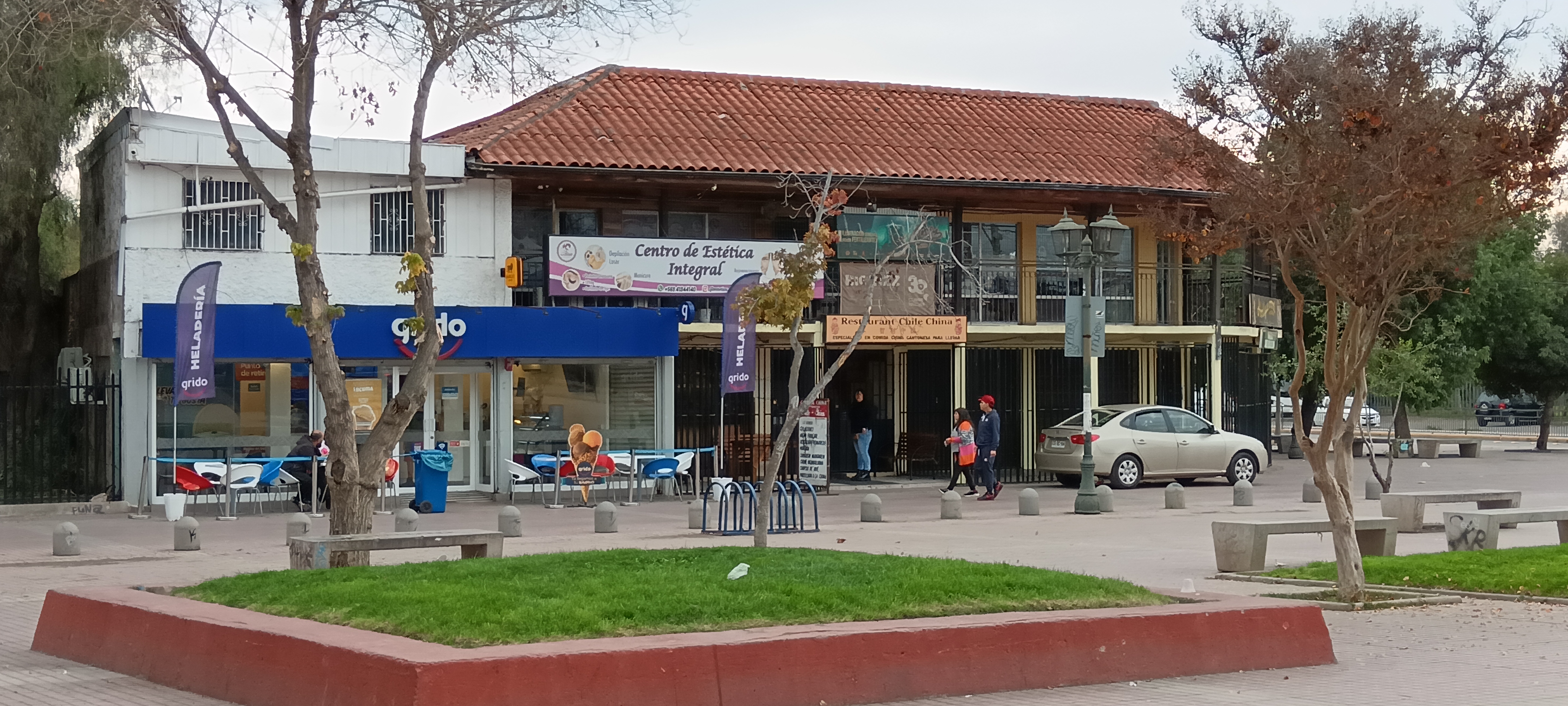
Locales comerciales frente a la Plaza de La Pintana.
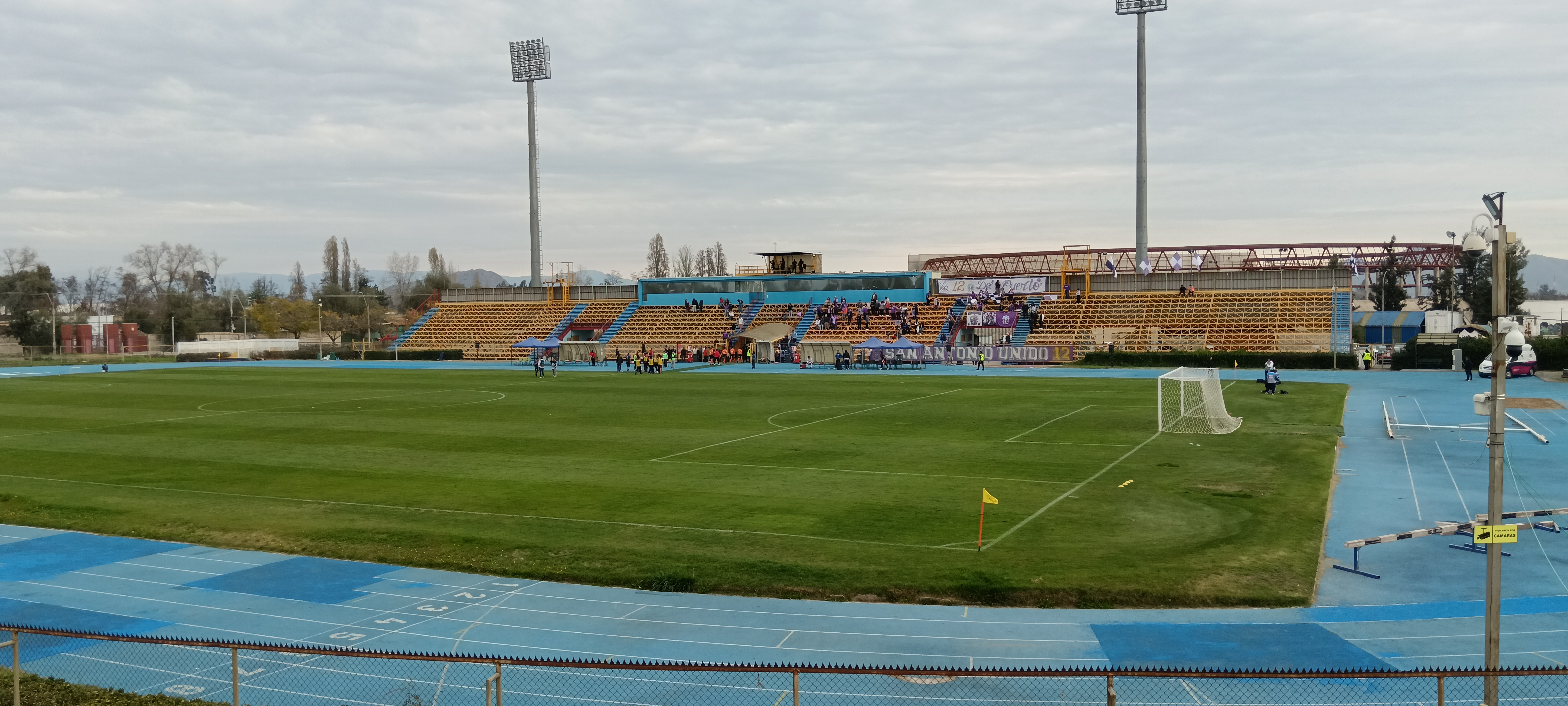
Estadio Municipal de La Pintana.
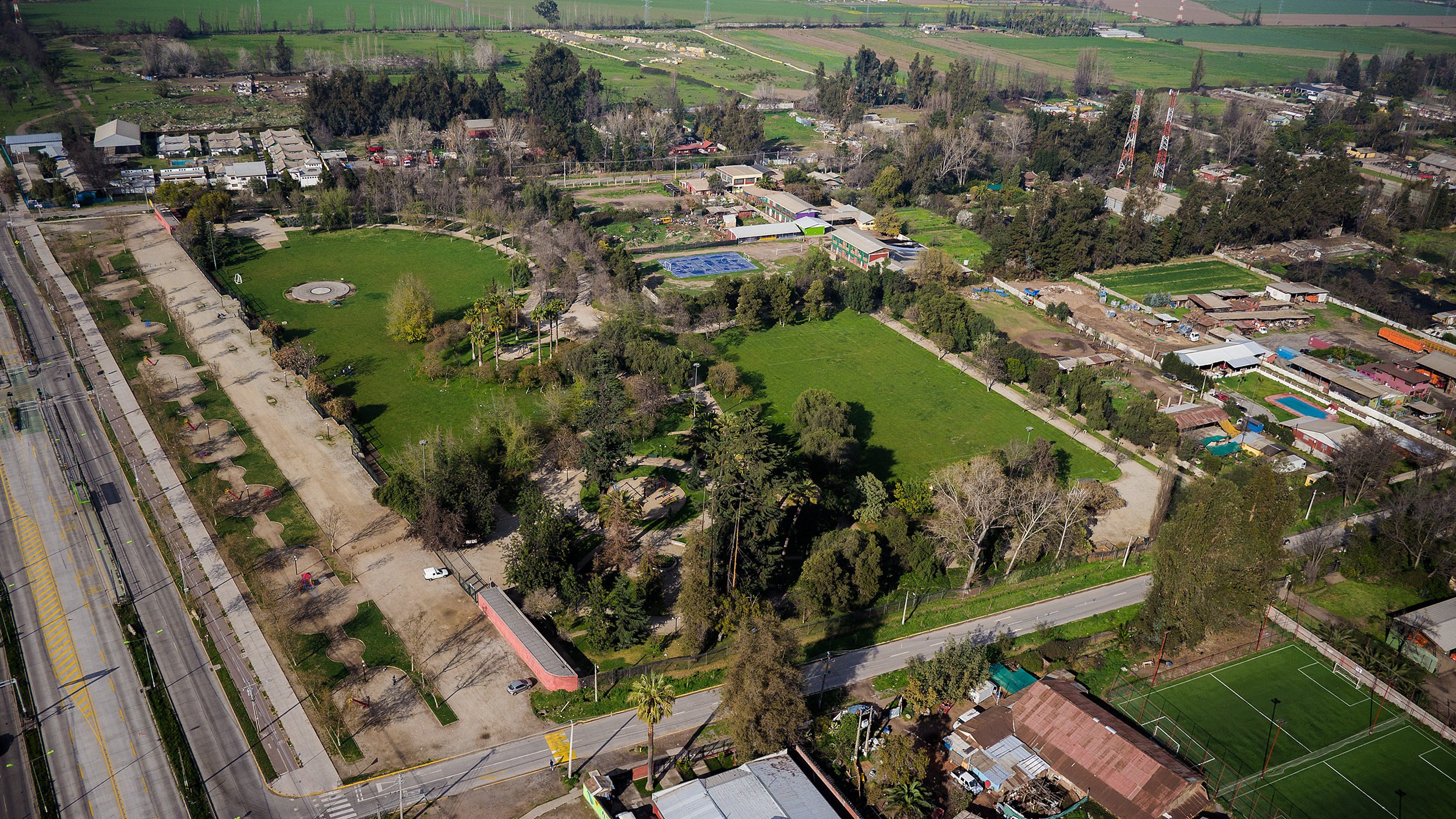
Parque Mapuhue.